# Vista看天下
《Vista看天下》是一本创刊于2005年的中国大陆新闻杂志，每月8、18、28日出版。

## 简介
《Vista看天下》定位“面向高消费人群的新闻类杂志”，立志做“中国最好看的新闻杂志”，理念“不止要传递信息，更要帮助读者理解当下社会，理解变化中的中国，力图成为广大读者理解中国和世界的一个重要'窗口'。” 杂志内容涵盖了时政、财经 、社会、科技、文化、时尚、娱乐等领域。《Vista看天下》属于新闻文摘类杂志，但与传统文摘杂志不同的是，《Vista看天下》十分注重新闻热点和网络信息的整合，并采用现代感的理念和包装。
2013年，原《三联生活周刊》主笔之一孟静作为杂志副主编加入。
2025年4月28日，自第661期杂志开始，杂志封面标题《看天下》下的小字由“看天下，读懂世界”改为“中学生都在看的新闻杂志”

## 主要栏目
- 十日谈
- 互动
- 辩论会
- 热搜中国
- 我说
- 奇点
- 图说天下
- 视觉
- 封面故事
- 时事
- 商业
- 教育
- 心理
- 娱乐
- 文化
- 青年说
- 专栏
- 老照片（自2025年2月18日，第654期杂志起，更换为“进取之心”栏目）

## 事件

### APP遭下架事件
2020年7月24日，中华人民共和国工业和信息化部组织第三方检测机构对手机应用软件进行检查，发现VISTA看天下杂志官方APP涉及私自收集个人信息、私自共享给第三方、强制用户使用定向推送功能、过度索取权限等问题。令其限期整改。
2020年8月，工业和信息化部组织对vista看天下APP进行下架处理。

### 违规出租刊号事件
2022年3月19日，微博名为“阿道司的岛”发长文举报《Vista看天下》违规出租刊号、涉事公司财务造假偷逃税款、涉事公司负责人迫害和性骚扰女性员工等。文中指出北京天地文采广告有限公司、北京海丰传媒文化有限公司等公司的实际控制人勘某，通过贿赂宁夏日报报业集团、宁夏党委宣传部门相关人员，违规租用《看天下》杂志刊号。通过实际控制杂志采编、发行、广告三块业务以此满足勘某个人喜好和维护相关利益集团，成为勘某个人谋私利的专属工具，文中还指出，勘某存在骚扰女性下属行为。